# Viktor Omeljanovytj
Viktor Ivanovytj Omeljanovytj (på ukrainsk: Віктор Іванович Омелянович) (født 13. april 1958 i Dnipropetrovsk, død 20. december 2023) var en ukrainsk roer.

## Rokarriere
Omeljanovytj, som roede for Dynamo Dnipropetrovsk, men roede internationalt i en otter sammensat af roere fra flere klubber fra hele Sovjetunionen. Hans første store resultat kom i 1982, hvor han var med til at vinde VM-bronze i den sovjetiske båd. Det blev forbedret i 1985, da han var med til at blive verdensmester i denne bådtype, mens han fortsat var med i den sovjetiske båd, der vandt VM-sølv året efter. Han roede også firer med styrmand og hentede sin første VM-medalje i denne båd, da han var med til at vinde bronze ved VM i 1981, og senere vandt han VM-sølv i 1987.
Han var stadig med i båden til OL 1988 i Seoul sammen med Venjamin But, Vasilij Tikhonov, Pavlo Hurkovskyj, Andrej Vasiljev, Mykola Komarov, Viktor Diduk, Aleksandr Dumtjev og styrmand Aleksandr Lukjanov. Den sovjetiske båd vandt sit indledende heat, mens Vesttyskland lidt overraskende vandt det andet. Begge gik i finalen, hvor vesttyskerne lagde bedst fra start, og de beholdt føringen til mål og sikrede sig dermed guldet. Kampen om sølvet blev knivskarp og endte med afgørelse på målfoto, hvoraf det fremgik, at Sovjetunionen var 0,25 sekund foran USA og dermed fik sølv, mens amerikanerne måtte nøjes med bronze.
Han var gift med Marija Omeljanovytj, der også var roer og deltog ved legene i 1988.

## OL-medaljer
- 1988:  Sølv i otter